# Bonnie Pointer
Bonnie Pointer (Oakland (Californië), 11 juli 1950 – Santa Monica, 8 juni 2020) was een Amerikaanse zangeres. Ze werd beroemd met de zanggroep The Pointer Sisters.

## Carrière
De vier zusters kwamen in 1971 als zanggroep samen om vervolgens als nostalgie-act tussen jazz, dixieland, bigband, funk, r&b en country grote successen te verzamelen. De zussen namen in totaal vijf albums op, voordat Bonnie Pointer in 1978 de groep verliet om voortaan soloplaten op te nemen. Ze tekende bij Motown en bracht in 1978 en 1979 twee albums uit, die eenvoudig Bonnie Pointer heetten. De single Heaven must Have Sent You (#11 pophitlijst; #52 r&b-hitlijst) werd een grote hit, in het bijzonder in de discotheken. Geschillen met het label verhinderden in de jaren daarop verdere successen.
Pas in 1984 beleefde Pointer een bescheiden comeback. Ze tekende bij Private Records voor het album If the Price Is Right, dat vooral zinnenprikkelende high-energy en disconummers bevatte. Met de single Your Touch (#35 r&b-hitlijst) had ze een bescheiden hit. Nog in hetzelfde jaar droeg ze bij aan de songs Heaven en The Beast In Me (#87, 1985, r&b-hitlijst) voor de soundtrack van het al vergeten dans-epos Heavenly Bodies. Aangezien ze geen uitzonderlijk succes had, verdween Bonnie Pointer weer uit het muziekcircuit.
Tijdens de jaren 1990 trad ze af en toe weer op, onder andere ook met haar zussen. In 1994 was ze aanwezig, toen The Pointer Sisters een ster kregen op de Hollywood Walk of Fame. Verder was ze een graag geziene gast bij talrijke Amerikaanse Gay Pride-evenementen.

## Overlijden
Bonnie Pointer overleed in juni 2020 op ruim 69-jarige leeftijd. De doodsoorzaak was een hartstilstand. 
- Biblioteca Nacional de España: XX1073465
- Bibliothèque nationale de France: cb138985709 (data)
- Gemeinsame Normdatei: 134486641
- International Standard Name Identifier: 0000 0000 5923 5569
- Library of Congress Control Number: n95001030
- MusicBrainz: 6b722954-beae-4f0d-8c98-47b37fa9cec5
- Nederlandse Thesaurus van Auteursnamen: 070733236
- Istituto Centrale per il Catalogo Unico: DDSV088274
- Système universitaire de documentation: 244895430
- Virtual International Authority File: 24788171